# 桃源荘綺譚
『桃源荘綺譚』（とうげんそうきたん、SHAMBHALA HOUSE STORY）は、山本一雄（現・山本貴嗣）による日本の漫画作品。『平凡パンチ』（平凡出版、現・マガジンハウス）にて1980年10月31日号から12月29日号にかけて連載された。全12話。1984年にスタジオシップの劇画キングシリーズから山本一雄の初期作品集として単行本化された。

## 概要
山本一雄（現・山本貴嗣）の初連載作で、『平凡パンチ』1979年8月29日号で発表した読み切り『桃源荘奇談』がプロトタイプとなっている。中央大学大学卒業を間近に控えていた時期の作品で、同大漫画研究会の後輩山田貴敏らがアシスタントを務めた（山田貴敏はカール・セーガンの似顔絵を描いている）。
1984年には、同作の設定を大幅に流用・改変した『恋はジャスミン』を『月刊ジャストコミック』（光文社）で連載した。
　本単行本あとがきで、漫画化を切望していた女仙マンガが、『紅壁虎』である。

## あらすじ
旧大財閥の子息崩金一郎は父の遺言をもとにこの世のユートピアがあるという姦市へと向かい、紆余曲折を経て崑崙山山中にあるアパート桃源荘に辿り付く。桃源荘はかつて隆盛を誇った仙族専用のアパートだったが、今はさびれたボロアパートで、時々迷い込む人間を騙して賃貸契約を結ばせて金をむしり取るほどに困窮していた。崩は桃源荘再建を目論む大家の眠々及びクレッチマー3兄弟に軟禁されるが、時を同じくして、眠々の祖父・珍明太が現れる。慢性赤字の桃源荘は一族の恥だとして、桃源荘を取り壊しにきたのである。彼は桃源荘に仙界最強の破壊部隊・格闘三人娘を送り込む。桃源荘閉館記念パーティーで眠々は自作の金丹を使って一計を案じるが、その金丹を巡って予想も付かない展開が巻き起こる。

## 主な登場人物
崩金一郎（くずれ きんいちろう）
旧大財閥の子息だが、父がユートピア探索にほぼ全ての財力を費やしたためにそれほど裕福なわけではない。純粋な人間だが、眠々の作った「金丹」、珍明太の作った秘薬「肉布団」を飲んでから、時々妖怪化するようになる。
眠々（ミンミン）
桃源荘の家主。トラ猫を飼っている。
珍明太（チン・メンタイ）
眠々の祖父。ボケが入っている。全ての騒動の元凶。
蛮童玉三郎（ばんどう たまさぶろう）
クレッチマー3兄弟。怪力の持ち主。
林石隆（はやし いしたか）
クレッチマー3兄弟。中国拳法の使い手。
鉞草雄（まさかり くさお）
クレッチマー3兄弟。頭が悪い。
黒曜姫（こくようき）
格闘三人娘。順風耳を持つ。長剣の名手。
赤星女（せきせいにょ）
格闘三人娘。強力無双だが、隠れ身の術を得意とする。月牙サン（金へんに産）を携えている。珍明太の仙術（遠隔での性感マッサージ）を受けてメロメロになっていたところに崩と鉢合わせ、なし崩し的に崩と結ばれる。
百蓮（びゃくれん）
格闘三人娘。縮地の法を得意とする。双剣の使い手。妖怪化した崩に倒されて以降、崩の存在自体がトラウマ化する。

## 単行本同時収録作品
桃源荘奇談（平凡パンチ、1979年8月29日号）
なりゆきで女幽霊と同棲することになった男を描いた作品。色艶話。16ページ。
オデュセウスの夜（別冊BIG GORO、1981年5月）
アイアイエー島沈没の一日をコミカルに書いた作品。24ページ。
金太郎侍（ポップコーン、1980年8月号）
金太郎侍と月経美人手（アンネ・シャンテ）の闘いを書いたスラップスティック作品。14ページ。